# Renslangen
Renslangen (Drymobius) zijn een geslacht van slangen uit de familie toornslangachtigen (Colubridae) en de onderfamilie Colubrinae.

## Naam en indeling
De wetenschappelijke naam van de groep werd voor het eerst voorgesteld door Leopold Fitzinger in 1843.
Er zijn vier soorten, veel soorten behoorden eerder tot andere geslachten zoals Dendrophidion, Coluber, Natrix, Herpetodryas en Leptophis.

## Uiterlijke kenmerken
Renslangen hebben een rolrond lichaam en een duidelijk te onderscheiden kop. Er is een enkele preoculaire schub aanwezig, de nasaalschub is gedeeld. De ogen zijn relatief groot en de pupil heeft een ronde vorm. De schubben aan de bovenzijde van het lichaam zijn voorzien van kleine kieltjes. Er zijn altijd zeventien lengte rijen schubben aanwezig op het lichaam. Van sommige soorten uit het geslacht Dendrophidion zijn de slangen alleen te onderscheiden door te kijken naar de vorm van de mannelijke hemipenis.

## Levenswijze
Renslangen zijn actieve slangen die overdag leven en weinig klimmen maar een op de bodem aangepaste levenswijze hebben. Op het menu staan voornamelijk kleine gewervelde dieren zoals kikkers, kleine slangen, zoogdieren en hagedissen, ook insecten worden wel gegeten. De vrouwtjes zetten eieren af.

## Verspreiding en habitat
De slangen komen voor in delen van Noord-, Midden- en Zuid-Amerika en leven in de landen Belize, Bolivia, Brazilië, Colombia, Costa Rica, El Salvador, Ecuador, Frans-Guyana, Guatemala, Honduras, Mexico, Nicaragua, Panama, Peru, Venezuela en de Verenigde Staten.
De habitat bestaat uit vochtige tropische en subtropische bossen, zowel in laaglanden als in bergstreken, en daarnaast komen soorten voor in door de mens aangetaste bossen.

## Beschermingsstatus
Door de internationale natuurbeschermingsorganisatie IUCN is aan alle renslangen een beschermingsstatus toegewezen. De soorten worden alle beschouwd als 'veilig' (Least Concern of LC).

### Soorten
Het geslacht omvat de volgende soorten, met de auteur en het verspreidingsgebied.
| Naam                                            | Auteur         | Verspreidingsgebied                                                                                         |
| ----------------------------------------------- | -------------- | --- |
| Drymobius chloroticus                           | Cope, 1886     | Mexico, Honduras, Guatemala, El Salvador, Nicaragua, mogelijk in Belize                                     |
| Gespikkelde renslang (Drymobius margaritiferus) | Schlegel, 1837 | Verenigde Staten, Mexico, Panama, Guatemala, Honduras, Belize, El Salvador, Nicaragua, Costa Rica, Colombia |
| Drymobius melanotropis                          | Cope, 1876     | Honduras, Nicaragua, Costa Rica                                                                             |
| Drymobius rhombifer                             | Günther, 1860  | Nicaragua, Costa Rica, Panama, Colombia, Venezuela, Frans-Guyana, Ecuador, Bolivia, Peru, Brazilië          |